# Oscar Schiele
Oscar Schiele (ur. 14 kwietnia 1889 w Halberstadt, zm. 1 lipca 1950 w Magdeburgu) – niemiecki pływak, uczestnik Olimpiady Letniej 1906 oraz Letnich Igrzysk Olimpijskich 1912 w Sztokholmie.

## Kariera sportowa
Podczas Olimpiady Letniej zdobył srebrny medal w sztafecie 4 × 250 m stylem dowolnym, a w wyścigu na 1 milę stylem dowolnym zajął 7. miejsce.
Sześć lat później, podczas Letnich Igrzysk Olimpijskich 1912 zajął razem z drużyną 4. miejsce w sztafecie 4 × 200 m stylem dowolnym.